# الگا لو
اُلگا لو (انگلیسی: Olga Lowe؛ ‏ ۱۴ سپتامبر ۱۹۱۹ – ۲ سپتامبر ۲۰۱۳) بازیگر اهل بریتانیا بود.
از فیلم‌ها یا برنامه‌های تلویزیونی که وی در آن نقش داشته‌است می‌توان به پوآرو، ایست‌اندرز و جایی که عقاب‌ها جرئت پیدا می‌کنند اشاره کرد.